# 柳特卡
51°33′35″N 24°18′34″E / 51.55972°N 24.30944°E

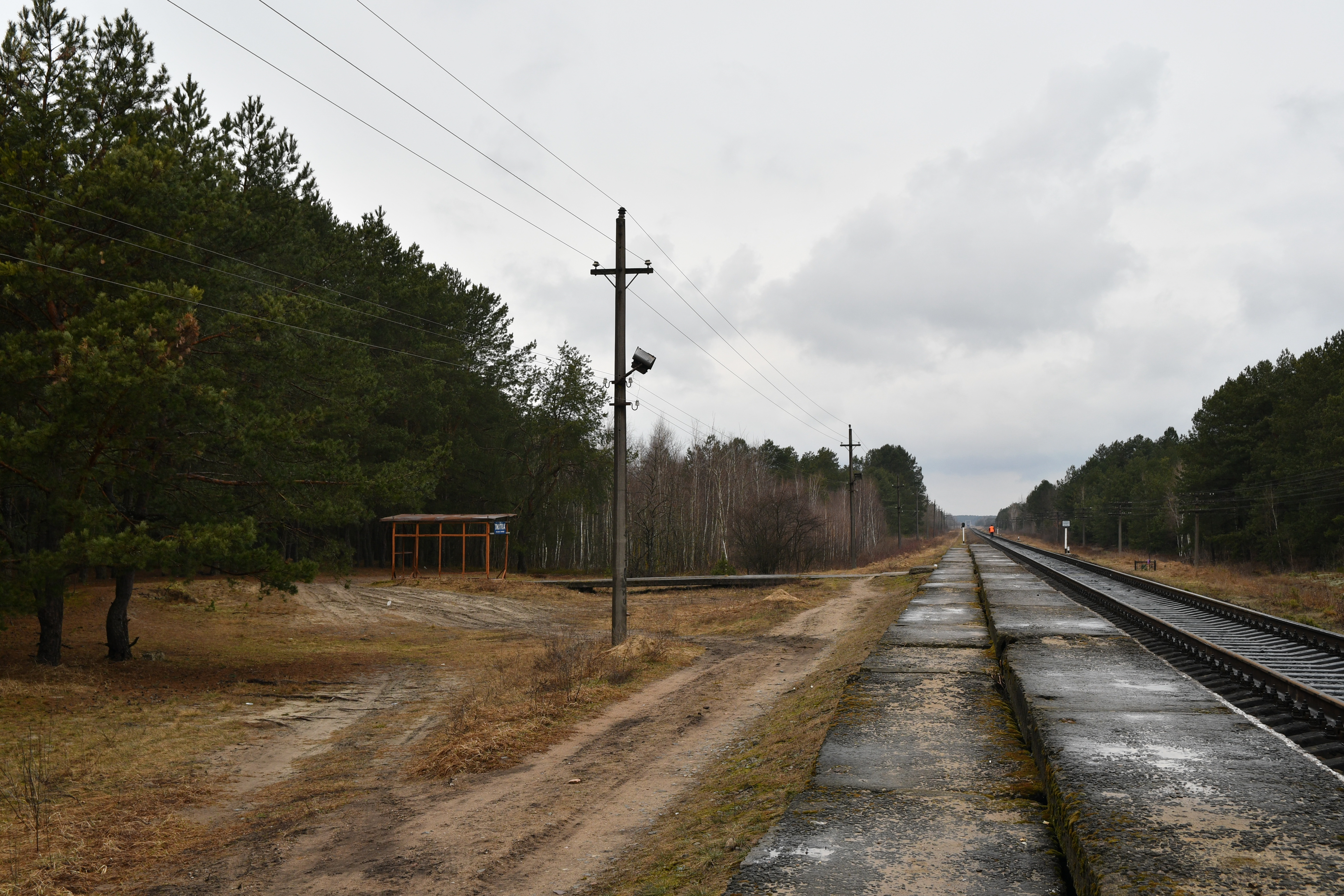

柳特卡（烏克蘭語：Лютка），是烏克蘭的村落，位於該國西部沃倫州，由科韋利區負責管轄，面積2.06平方公里，海拔高度157米，2001年人口227，人口密度每平方公里110.09人。